# Gwanda
Gwanda este un oraș din Zimbabwe, localizat pe șoseaua și calea ferată ce leagă Bulawayo de Beitbridge. A fost fundat în anul 1900.
În apropierea orașului se găsesc mine de azbest, aur și crom.